# Арендт Всеволод Вікторович
Всеволод Вікторович Арендт (27 лютого 1887 — 14 грудня 1937) — російський історик зброї і військової справи.

## Біографія
Народився 2 лютого 1887 року. В 1906–1908 роках навчався на юридичному факультеті Тулузького університету, в 1909–1910 роках — в Московському археологічному інституті. В 1911 році як стипендіат інституту був відряджений для роботи в музеях Відня і Парижа. Одночасно з 1908 року перебував на військовій службі, під час Першої світової війни перебував у діючій армії, в 1915 році командував ескадроном Першого лейб-драгунського московського полку. У жовтні 1917 року вийшов у відставку в чині штабс-ротмістра «по хворобі і контузії». Пізніше служив у Червоній армії, демобілізований у 1923 році.
В 1926–1933 роках — співробітник Державного історичного музею (консультант, завідувач відділом). З 1935 року старший науковий співробітник, потім вчений секретар Артилерійського історичного музею в Ленінграді. 1 жовтня 1937 йому присвоїли звання професора Державного музею етнографії.
2 жовтня 1937 року заарештований. У звинуваченні було записано, що він «входив в антирадянську групу і брав участь в обговоренні політичної лінії ВКП (б) та заходів Радянського уряду з контрреволюційних позицій, є прихильником терористичних методів боротьби проти Радянської влади». 14 грудня 1937 розстріляний.

## Дослідження
У статтях В. В. Арендта запропонована методика вимірювання шабельних клинків, досліджена проблема так званого грецького вогню. За відгуком авторитетних учених — сучасників В. В. Арендта А. В. Арциховського, А. П. Смирнова, Г. А. Новицького, написаним в 1934 році:

«він є найбільшим в СРСР фахівцем з історії зброї і автором кількох десятків друкованих робіт, де вирішив ряд питань, що відносяться до зброї сарматської, тюркської, новгородської, московської».